# Маэстри, Джордж
Джордж Маэстри (англ. George Maestri) — CEO лос-анджелесской анимационной студии Rubber Bug, сценарист и анимационный продюсер ранних сезонов популярного сатирического мультсериала «South Park», а также сценарист анимационного сериала «Rocko's Modern Life». За сценарную работу над «Rocko’s Modern Life» Маэстри был номинирован на «Эмми».
Автор книг:
- Digital Character Animation 2, Volume I: Essential Techniques
- Digital Character Animation 3